# Ocrepeira steineri
Ocrepeira steineri là một loài nhện trong họ Araneidae.
Loài này thuộc chi Ocrepeira. Ocrepeira steineri được Herbert Walter Levi miêu tả năm 1993.